# Orocharis ctypodes
Orocharis ctypodes är en insektsart som beskrevs av Otte, D. och Perez-gelabert 2009. Orocharis ctypodes ingår i släktet Orocharis och familjen syrsor. Inga underarter finns listade i Catalogue of Life.